# Riciclaggio dei rifiuti

Il simbolo internazionale per i materiali riciclabili

Per il riciclo dei rifiuti si intende l'insieme di strategie e metodologie volte a recuperare materiali utili dai rifiuti al fine di riutilizzarli anziché smaltirli direttamente in discarica o negli inceneritori. Il materiale riciclato previene dunque lo spreco di materiali potenzialmente utili, garantisce maggiore sostenibilità al ciclo di produzione/utilizzazione dei materiali, riduce il consumo di materie prime, l'utilizzo di energia e l'emissione di gas serra associati.

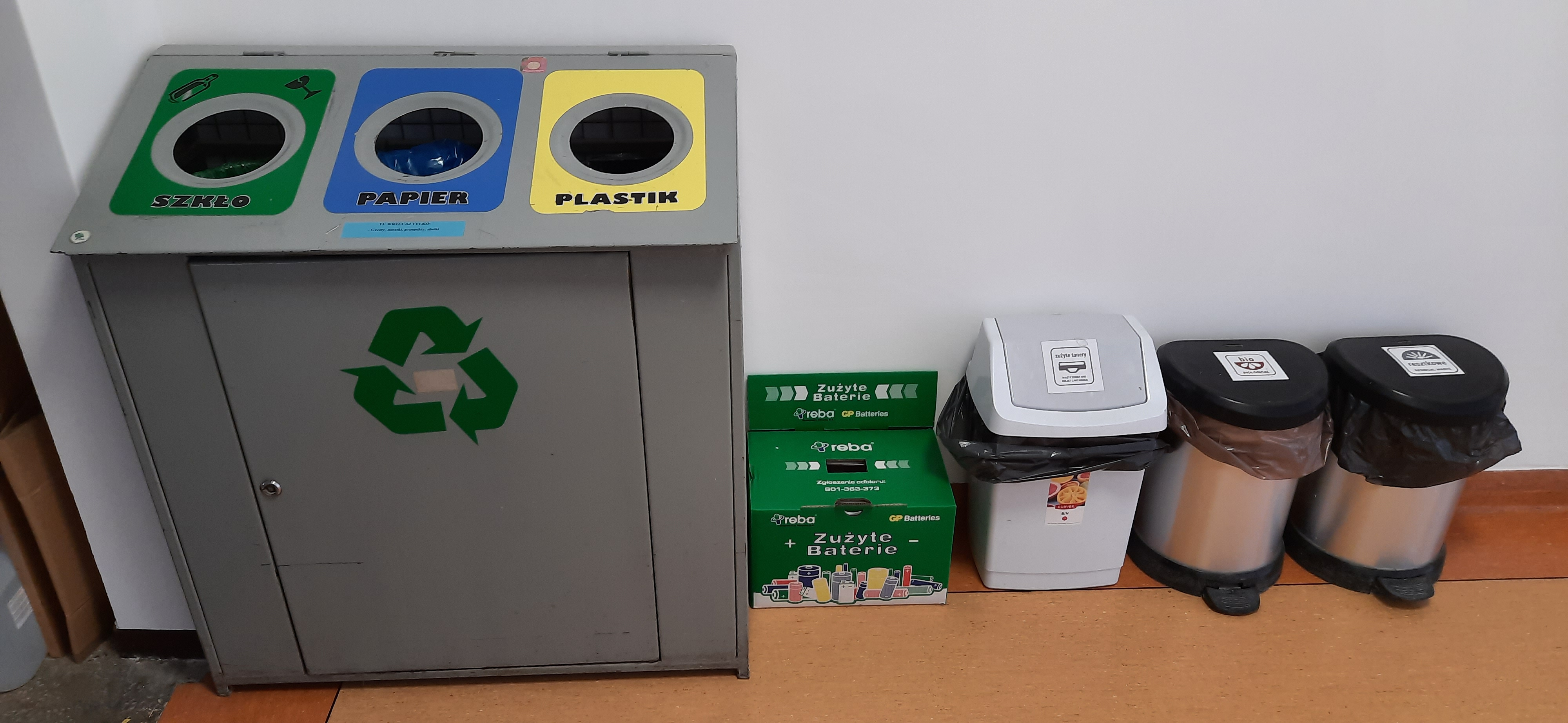
Punto di riciclaggio dei rifiuti presso Politecnico di Danzica

## Storia

### Ricerca origini
Il riciclo dei rifiuti è una pratica comune nella storia umana. Nei periodi in cui le risorse erano scarse, gli studi archeologici di antiche discariche mostrano la presenza di meno rifiuti domestici (come il legno, strumenti rotti o danneggiati e ceramiche).
Sin dall'epoca preindustriale i rottami di bronzo e altri metalli venivano fusi per il riutilizzo. In Gran Bretagna la cenere del fuoco e il carbone venivano raccolti da degli spazzini e riutilizzati come materiale base nella produzione di mattoni.
L'industrializzazione stimolò la domanda di materiali a prezzi accessibili e i rottami di ferro erano molto ricercati in quanto più economici. Molti beni secondari venivano raccolti, trattati e venduti da venditori ambulanti che setacciavano strade cittadine, andando di porta in porta alla ricerca di macchinari e oggetti usati in metallo. Con la Prima guerra mondiale migliaia di questi venditori ambulanti si aggiravano per le strade delle città americane.

### Durante la guerra
La carenza di risorse causata dalle guerre mondiali, e altri eventi che hanno cambiato il mondo in cui viviamo, hanno fortemente incoraggiato il riciclo. Massicce campagne di promozione vennero effettuate durante la Seconda guerra mondiale in tutti i paesi coinvolti nella guerra, invitando i cittadini a donare i metalli, come una questione di notevole importanza patriottica. Ad esempio, nel 1939, la Gran Bretagna lanciò la sua campagna di riciclo della carta (Paper Salvage) per obbligare la popolazione a riciclare e aiutare a sostenere i costi dello sforzo bellico.

### Dopoguerra
Il passo successivo del grande investimento nel riciclo si è verificato negli anni '70, a causa dell'aumento dei costi energetici. Il riciclo dell'alluminio usa solo il 5% dell'energia richiesta per la produzione da minerale vergine. Il riciclo di vetro, carta e metalli ha risultati meno efficaci, ma molto significativi sul risparmio di energia delle creazioni di materiale nuovo.

## Descrizione
Possono essere riciclate materie prime, semilavorati, o materie di scarto derivanti da processi di lavorazione, da comunità di ogni genere (città, organizzazioni, villaggi turistici, ecc), o da altri enti che producono materie di scarto che andrebbero altrimenti sprecate o gettate come rifiuti, spesso grazie ad un precedente processo di raccolta differenziata.
È un concetto chiave nel moderno trattamento degli scarti ed un componente essenziale nella più corretta e avanzata gestione dei rifiuti, oltre che una fonte concreta di business potenziale per gli investitori nel settore.

### Il problema della gestione dei rifiuti
Il problema della gestione dei rifiuti è diventato sempre più rilevante: la crescita dei consumi e dell'urbanizzazione hanno aumentato la produzione dei rifiuti e ridotto le zone disabitate in cui trattare o depositare i rifiuti. Tale problema è inoltre aggravato dalle cattive abitudini e dall'irresponsabilità dei cittadini.
L'uso delle discariche, pur avendo in sé costi bassi, comporta uno spreco di materiale che sarebbe almeno in parte riciclabile nonché l'uso di vaste aree di territorio e non configura la soluzione ottimale; inoltre crea grandi concentrazioni di rifiuti con possibili conseguenze sull'ambiente.
Gli inceneritori, invece, basano il loro funzionamento sulla combustione dei rifiuti per produrre energia elettrica e termica, realizzando in molti casi sistemi di teleriscaldamento con risvolti economici ed ambientali. Gli impianti sono dotati di sistemi di gestione delle emissioni (polveri sottili e diossine) per minimizzare impatti sull'ambiente e sulla salute. Anche detti termovalorizzatori in quanto si propongono di valorizzare la materia in energia, non svolgono la loro funzione ad impatto zero e quindi non risultano tra le soluzioni più virtuose per la gestione dei rifiuti.
A monte del riciclo e della raccolta differenziata, assume rilevanza il tema della prevenzione dei rifiuti, della responsabilità sociale dei produttori e di un insieme di leggi volte alla riduzione degli imballaggi, all'uso di materiali biodegradabili (come le bioplastiche) o riutilizzabili (come le borse di stoffa e le borracce) e di pile ricaricabili.

### Il riciclo
Il riciclo è più complesso del semplice smaltimento in discarica o negli inceneritori ai quali non si sostituisce, ma che ne limita comunque l'utilizzo. Si parla di "sistema di riciclo" riferendosi all'intero processo produttivo e non soltanto alla fase finale; questo comporta:
- per la produzione dei beni, l'uso di materiali biodegradabili che facilitano lo smaltimento naturale della materia nel momento in cui il prodotto si trasforma in rifiuto
- l'uso di materiali riciclabili come il vetro, i metalli, la carta o alcune materie plastiche evitando i materiali più difficili o impossibili da riciclare (soprattutto quelli compositi)
- la raccolta differenziata dei rifiuti, passaggio fondamentale del processo

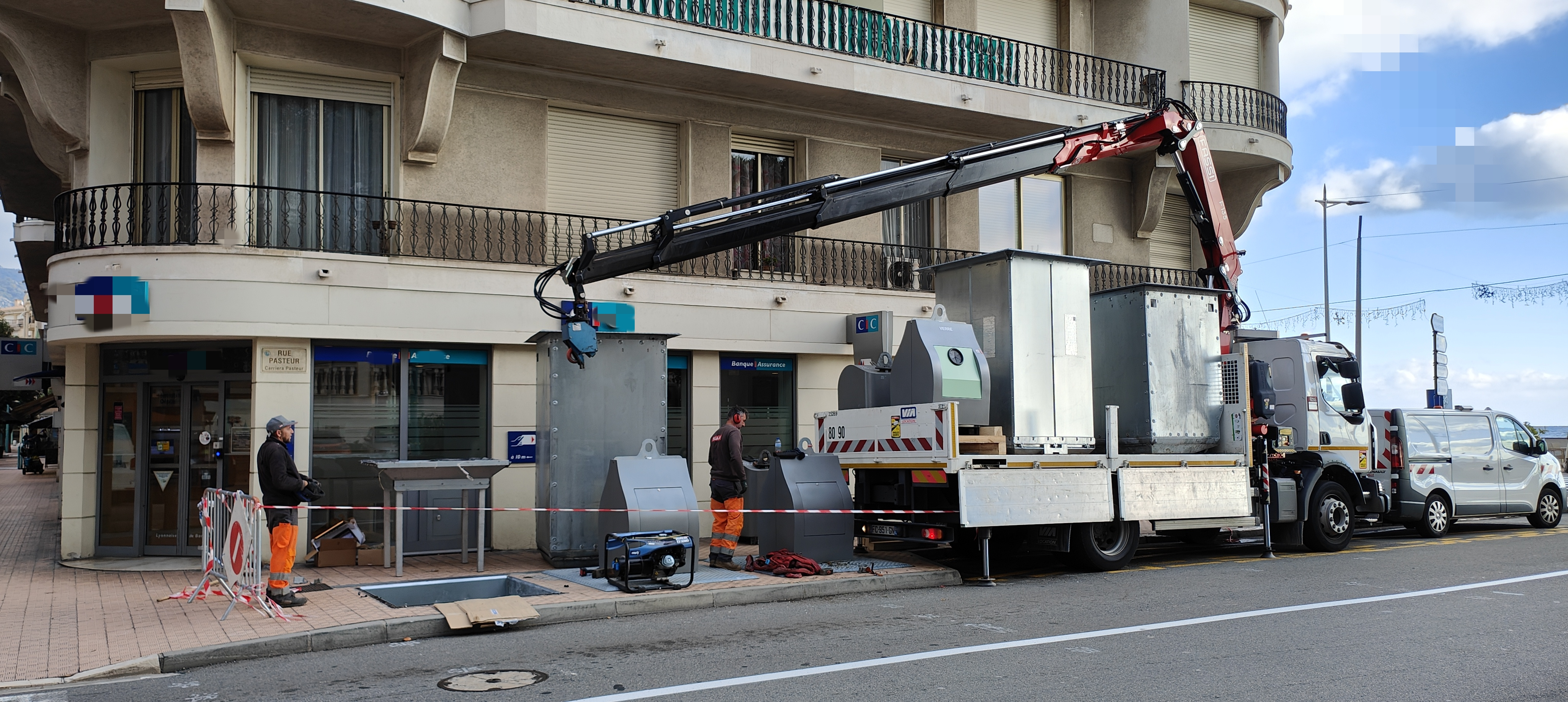
Installazione di moderni contenitori metallici per la raccolta differenziata in un'isola ecologica (a Mentone)

In questo modo la separazione dei materiali riduce i costi di ritrattamento. Il riciclo apre anche un nuovo mercato in cui nuove piccole e medie imprese recuperano i materiali riciclabili per rivenderli come materia prima o semilavorati alle imprese produttrici di beni, un mercato che si traduce spesso in nuova occupazione.

### Il riciclo come terza scelta: priorità a riduzione e riuso
Il riciclo è stato criticato per vari motivi come:
- i costi ambientali del processo della trasformazione dei rifiuti
- il basso rendimento nella quantità delle materie prime ottenute
- la bassa qualità dei prodotti finali

Un'ulteriore critica è stata che per come è stato pubblicizzato tra la popolazione, ha diffuso l'idea che esso giustifica condotte consumistiche.
I sistemi più efficaci per la gestione dei rifiuti sono invece quelli basati sulla riduzione dei rifiuti e sul riuso dei prodotti (tecnicamente definito reimpiego o più comunemente noto come "vuoto a rendere"), in cui, una volta terminato l'utilizzo di un oggetto esso non va ad aumentare la mole dei rifiuti, ma, dopo un semplice processo di pulizia viene utilizzato nuovamente senza che i materiali di cui è composto subiscano trasformazioni.
L'esempio tipico è quello delle bottiglie in vetro come contenitori di latte ed acqua, che invece di essere frantumate possono essere riempite nuovamente senza passare per costosi (soprattutto da un punto di vista ambientale) processi di trasformazione.
La mancanza in molti stati di politiche di sostegno del riuso con incentivi e disincentivi, fanno sì che al giorno d'oggi la gran parte dei contenitori, delle confezioni e degli imballaggi sia invece ancora costituita da plastica e carta e non possa quindi essere riutilizzata tal quale. La scelta delle imprese è ovviamente una scelta economica che cade inevitabilmente su questi prodotti dal costo finanziario ridotto, anche se dall'elevato impatto ambientale.
Uno dei Paesi che applicano significativamente le tecniche della riduzione e del riuso è la Danimarca, in cui, grazie ad una legislazione favorevole, ben il 98% delle bottiglie in commercio è riutilizzabile, ed il 98% di esse torna indietro ai consumatori senza essere riciclato. La Germania invece raggiunge un tasso di riciclaggio di oltre il 50%.

## I materiali riciclabili
I materiali riciclabili sono tutti i rifiuti che possono venire riutilizzati per produrre nuovi oggetti uguali allo scarto (vetro, carta) oppure utilizzati per produrre nuovi materiali (legno, tessuti).
I materiali che possono essere riciclati sono:
- legno
- vetro
- carta e cartone
- tessuti
- pneumatici
- alluminio
- acciaio
- plastica
- rifiuti organici

### Plastica
Essendo molto usata per gli imballaggi, la plastica è uno dei principali componenti dei rifiuti solidi; inoltre, non è biodegradabile, infatti il suolo impiega più di 1000 anni per smaltirla. Alcuni tipi di plastica, quando vengono bruciate, sono tossiche; è dunque fondamentale riciclarla quanto più possibile. Molti tipi di plastica possono essere facilmente riciclati, mentre per altri tipi la procedura è più complessa.
Le numerosissime materie plastiche presenti sul mercato non possono essere mescolate fra di loro, anche se esistono tuttavia impianti che permettono di separare automaticamente i vari tipi di plastiche in tempi rapidi e la maggior parte di essi opera in più stadi separando i diversi tipi di materie plastiche per densità. Si opera con liquidi di differente densità che discriminano tra i diversi tipi di plastiche attraverso il galleggiamento o l'affondamento. Il principio è quello della spinta di Archimede che dipende anche dalla densità del liquido in cui è immerso il materiale. Si può operare ad esempio con alcol, soluzioni acquose, alcoliche, acqua, ecc.

### Riciclo creativo
Alcune persone riciclano materiale usato per creare opere d'arte (il cosiddetto riciclo creativo).

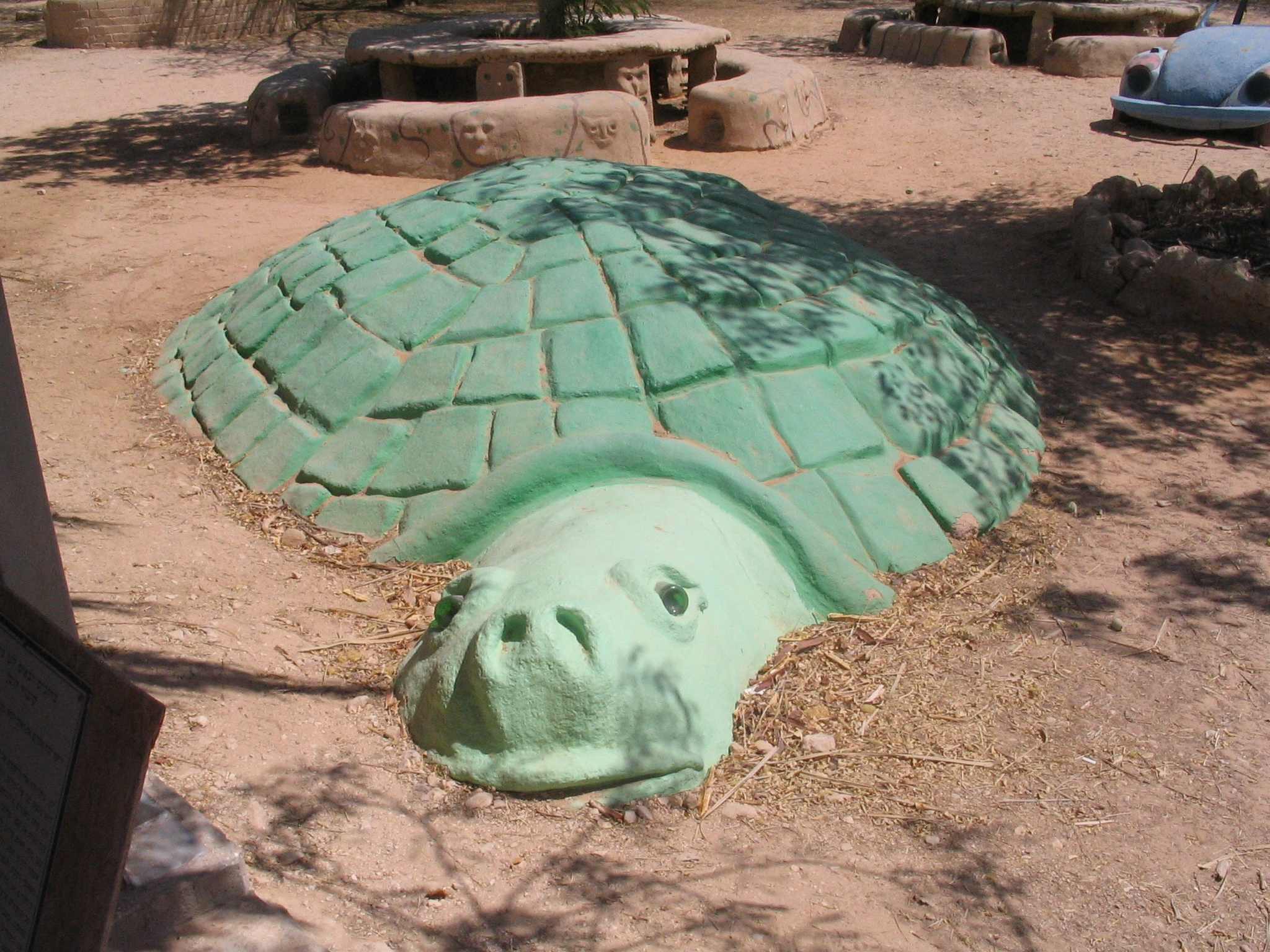
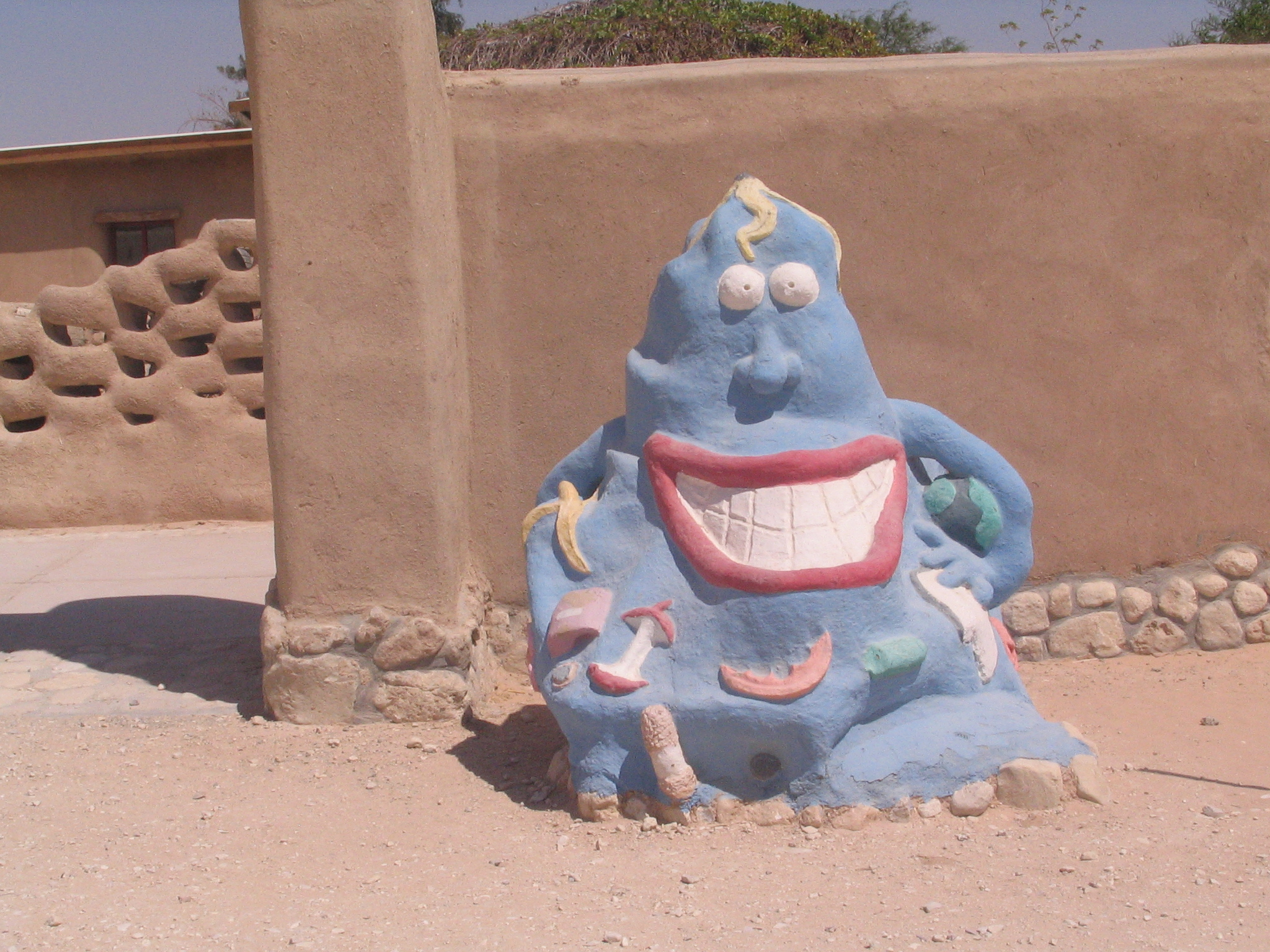
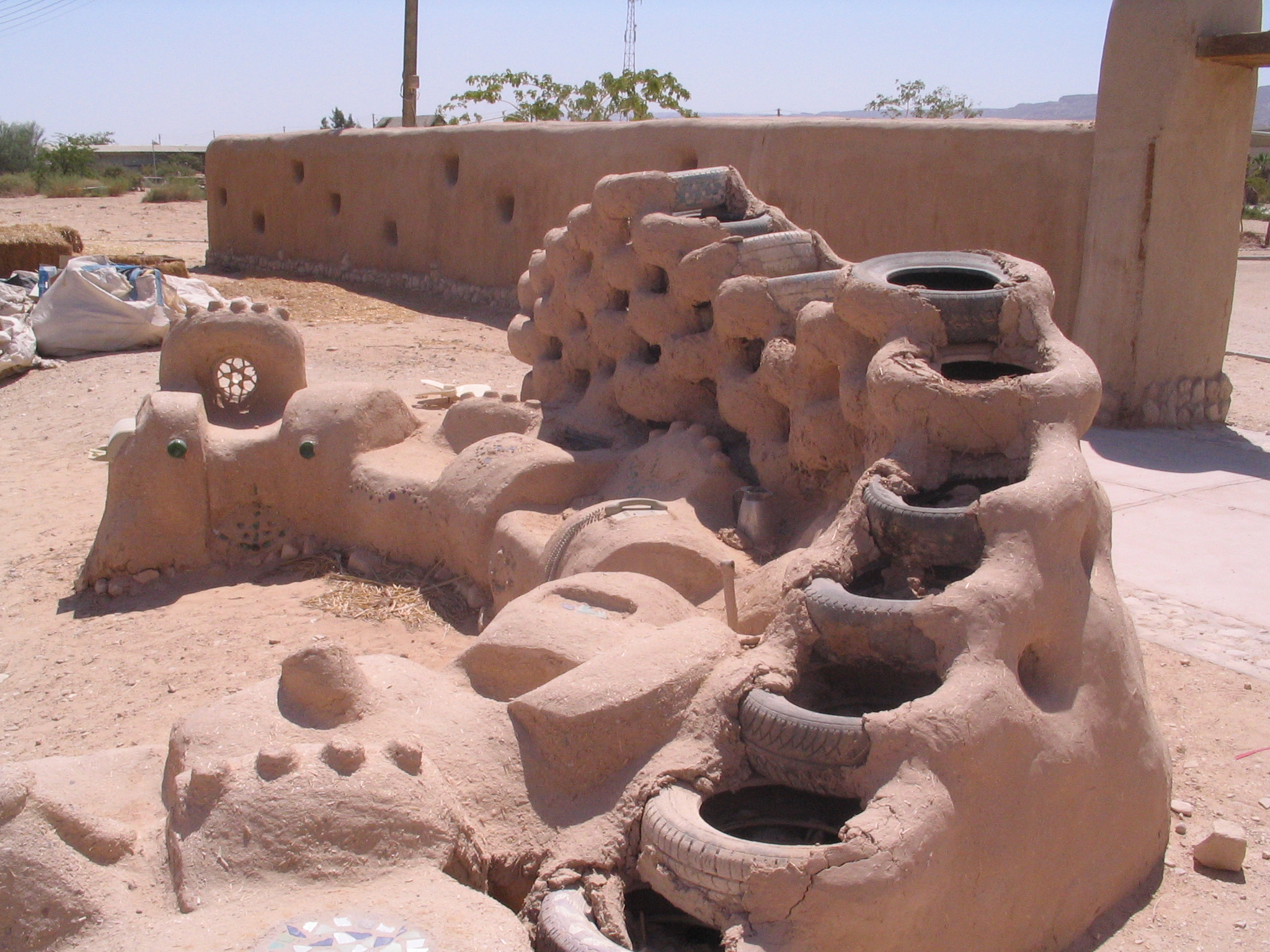
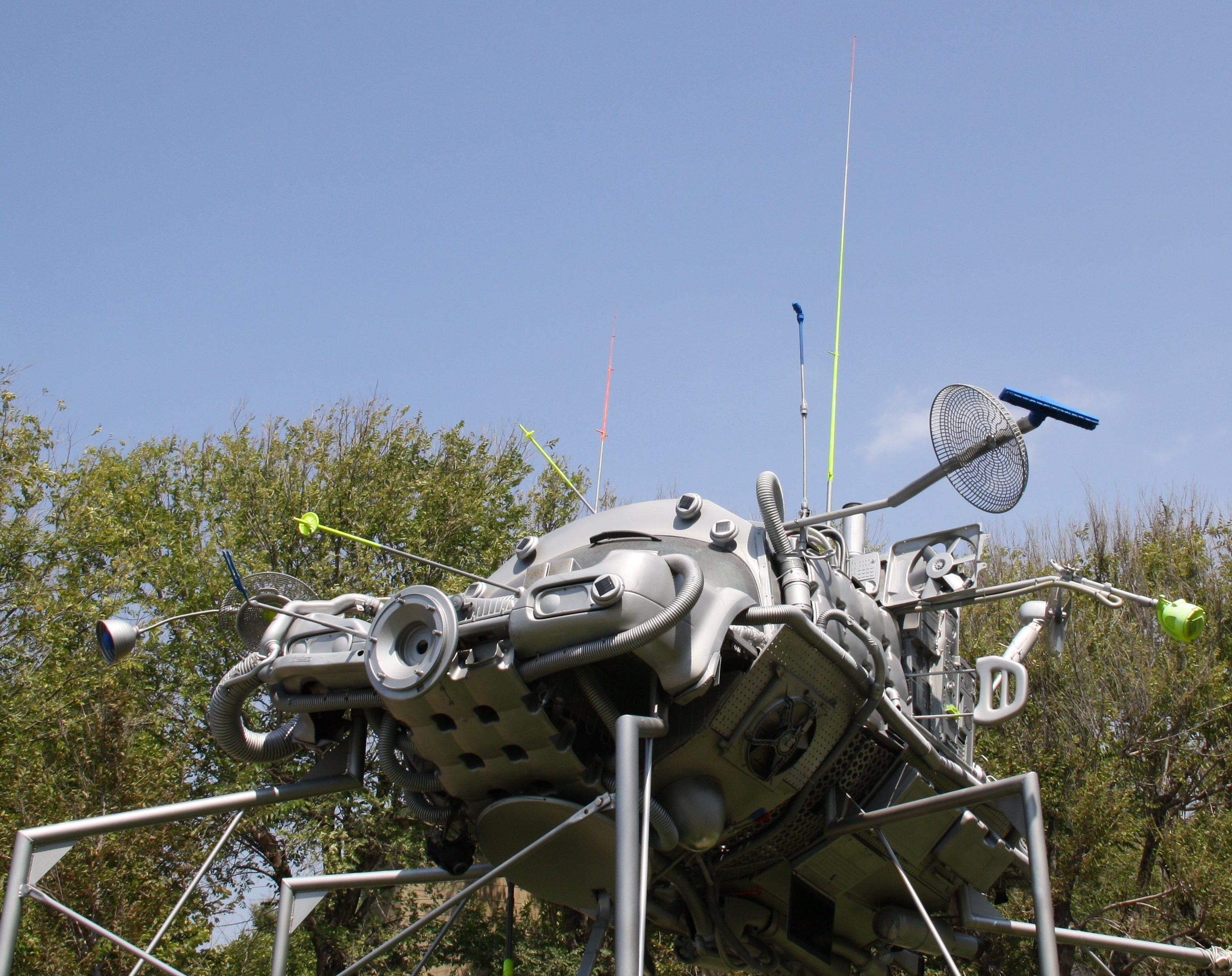

Esempi:

### Tipi di riciclo
- Riciclaggio dei materiali ferrosi
- Riciclaggio del vetro
- Riciclaggio dell'alluminio
- Riciclaggio della carta
- Riciclaggio del sughero
- Riciclaggio della plastica
- Riciclaggio degli oli esausti
- Ciclo dell'organico